# Peter Carew

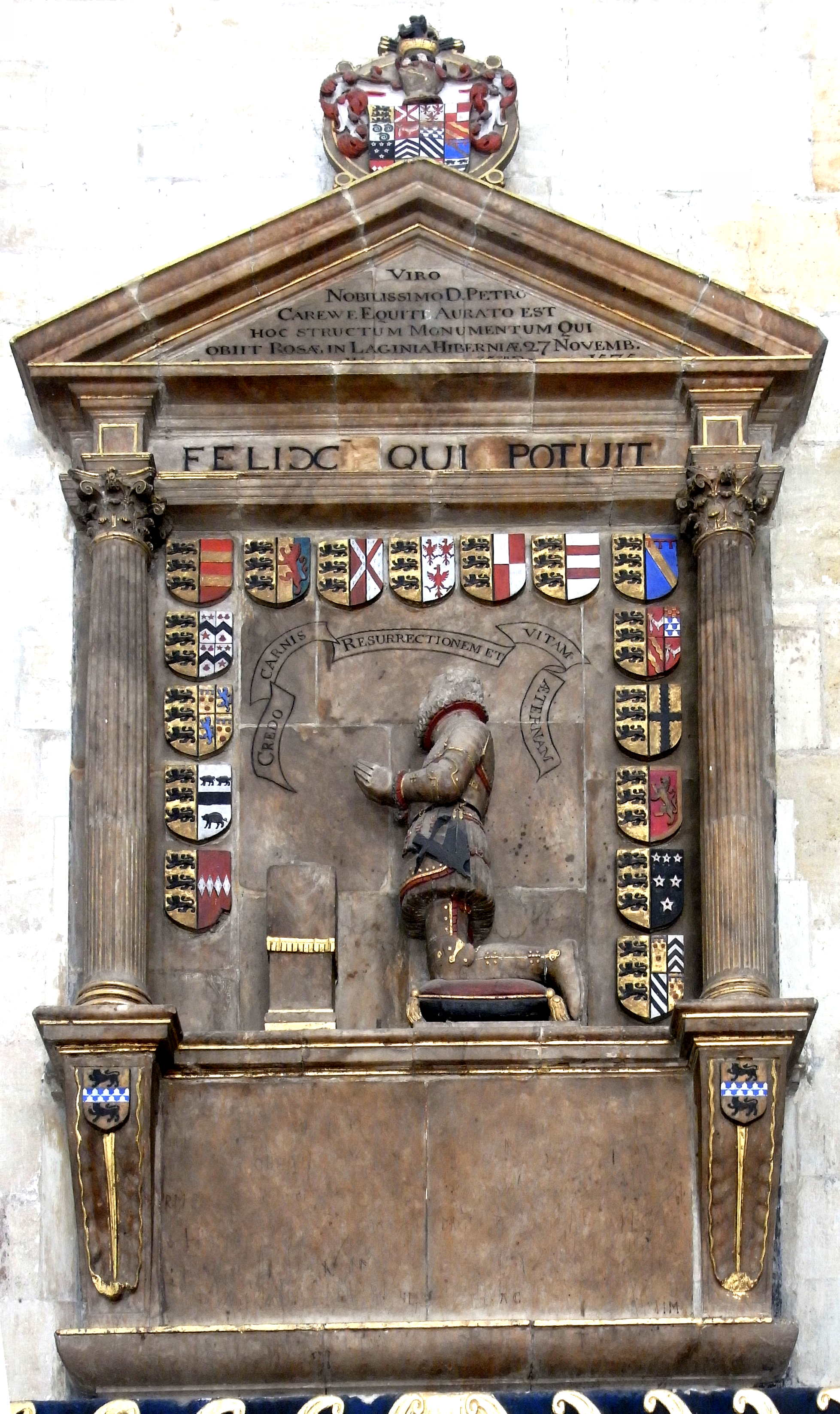
Monumento mural a Sir Peter Carew (d.1575), en el transepto sur de la Catedral de Exeter, levantado por John Hooker (d.1601), cuando evidenced por el dos escutcheons mostrando las armas de Hooker en la base de las dos columnas

Peter Carew (1514?-27 de noviembre de 1575) de Mohuns Ottery, Luppitt, Devon, fue un aventurero inglés, que sirvió durante el reinado de la reina Isabel de Inglaterra y participó en la reconquista Tudor de Irlanda. Su biografía fue escrita por su amigo, el historiador de Devon John Hooker (d.1601).
Hay que distinguirlo de su primo y heredero inmediato Peter Carew, que murió en la Batalla de Glenmalure en 1580.

## Primeros años y carrera
Carew era el tercer hijo de William Carew, un caballero de Devonshire, y nació en Ottery Mohun (ahora Mohuns Ottery) en la parroquia de Luppitt. Asistió a la escuela de gramática de Exeter, donde era un frecuente truhan, y a la escuela de San Pablo. Por su cuenta (según su biografía) una vez trepó a una de las torretas de la muralla de Exeter y amenazó con saltar si su maestro le seguía. Su padre le llevó a su casa como un perro y le emparejó con uno de sus sabuesos por un tiempo.[2]
Carew fue puesto al servicio de un amigo francés de su padre, pero fue degradado a arriero y sólo se salvó en febrero de 1526, cuando un pariente de la familia, en su camino al asedio de Pavia al servicio de Francisco I, oyó a los compañeros de Carew llamar al hombre por su nombre. En el camino al asedio, el pariente falleció y Carew pasó a servir a un marqués, que murió en batalla. Carew sirvió después a Philibert de Orange, después de que cuya muerte fue enviado por la hermana de Orange a presencia de Enrique VIII de Inglaterra con varios despachos; el rey notó de su dominio en montar y francés y le tomó a su servicio.[2]
En 1540, viajó al extranjero con su primo y visitó Constantinopla, Venecia, Milán y Viena, donde su primo murió. Sirvió en la guerra contra Francia por tierra y en mar. En 1544, dirija una compañía de pies apparelled en negros de su bolsillo, con su hermano George Carew – que estaba al mando del Mary Rose cuándo se hundió– y sirvió como comandante de caballería. Por su servicio en campaña fue ordenado caballero en 1545.[2]
Carew fue Parlamentario en 1545 por Tavistock, en 1547 por Dartmouth, en 1553 y 1559 por Devon y en 1563 por Exeter, habiendo servido como Gran Sheriff de Devon en 1547.[2]
Carew fue reprehendido por su vigor en la respuesta a la rebelión del Libro de Oración en 1549, en una revuelta en Devon y Cornualles ocasionada por la emisión del reformado Libro de Oración Común. En 1553, proclamó Reina a María de Inglaterra en el oeste. Aun así, al final del año conspiró (como parte de "la rebelión de Wyatt") contra el matrimonio propuesto entre María y el príncipe Felipe II de España: a diferencia de muchos de sus colaboradores, consiguió escapar al arresto y se exilió en el continente en enero de 1554. En mayo de 1556 fue arrestado en Flandes y regresó a Inglaterra en una barca de pesca. Fue retenido en la Torre de Londres hasta que octubre 1556, fue liberado tras el pago de ciertas deudas con la Corona.
Bajo Isabel I, Carew fue enviado a resolver una disputa entre Lord Grey y el Conde de Norfolk, que había surgido mientras mandaban un ejército contra los franceses en el Asedio de Leith. Cuándo Norfolk fue finalmente condenado por traición en 1572, se encontró con que Carew era su carcelero, habiendo sido nombrado Condestable de la Torre.

## Irlanda
En 1568, Carew embarcó en su mayor aventura, cuando reclamó tierras en el del sur de Irlanda. Había enviado documentos antiguos para examen a John Hooker, quién se convenció – después de viajar a Irlanda– que los documentos establecían derechos hereditarios de Carew sobre extensas propiedades en aquel país. Enrique II de Inglaterra (el primer Señor de Irlanda, un título creado en 1172 a principios de la conquista Cambro Normanda) había concedido a medias el señorío de Cork a Robert FitzStephen, y Hooker creía que la hija de Fitz-Stephen se había casado con un antepasado de Carew.
Carew obtuvo permiso para dejar a la reina y proseguir con las reclamaciones y partió hacia Irlanda en agosto de 1568. Su primer proceso fue contra Christopher Cheevers por su posesión del señorío de Maston en Condado Meath; Carew reclamó que no podía conseguir un juicio justo según la ley común ante un jurado y se dirigió al Lord Diputado Henry Sidney, sentando en consejo, donde Cheevers accedió a un compromiso. Entonces se aseguró un decreto de Sidney y consejo para la baronía de Idrone en Condado Carlow, entonces en posesión del clan Kavanagh, y fue nombrado capitán de Leighlin castle (sucediendo a Thomas Stukley) en el centro de la baronía.
La reclamación de Carew se complicó cuando chocó con las posesiones y autoridad de la familia Butler, un a dinastía anglonormanda muy influyente en Irlanda, cuya cabeza era Lord Thomas Butler, X conde de Ormond. El hermano más joven de Butler, Edmund, mandaba el castillo de Clogrenan unas cuantas millas al norte de Leighlin –había sido capturado a los Kavanagh por su padre– y en protesta ante la situación, lanzó un ataque sobre Carew, que respondió asaltando Clogrenan y tomándolo fácilmente. Esto causó el estallido de hostilidades, las Guerras Butler que contribuyeron a crear una revuelta aún mayor, las Rebeliones de Desmond.
Carew luchó una campaña eficaz contra los Butlers, pero su influencia abrumó sus esfuerzos. No contento con adquirir tierras por herencia, extendió sus ambiciones a un esquema de plantación. En abril de 1569, el consejo privado en Londres aprobó en principio una propuesta emitida por él junto con Warham St Leger, Humphrey Gilbert y Richard Grenville, para un poblamiento corporativo por confiscación de tierras en Baltimore en la costa de la provincia de Munster (ver Plantaciones de Irlanda) para ser cumplido a través de procedimientos legales con el propósito de exponer los títulos defectuosos, expulsar a los rebeldes e introducir a los colonos ingleses. El abogado de Carew, John Hooker, se había convertido en un prominente miembro Inglés nuevo (por Athenry) en el Parlamento irlandés en Dublín.
La primera Rebelión de Desmond (1569–73) vio a los rebeldes encabezados por James Fitzmaurice Fitzgerald comprometerse en un sangriento enfrentamiento a lo largo de la costa de Munster, asediando la ciudad de Cork, entre otras, con la demanda que todos los esfuerzos de colonización cesaran. Ambos bandos devastaron las tierras y pronto se vio que Carew había llegado demasiado lejos. El Conde de Ormond consiguió detener a sus seguidores en su rebelión contra la Corona. Después del regreso del conde a la corte, la reina decidió convocar a Carew a Inglaterra. Carew regresó a Irlanda en 1574 habiendo rechazado la petición de la reina de retomar su asiento en el parlamento. Encontró a los Señores Courcy y Barry Oge y los O'Mahons (y otros) dispuestos a reconocer sus reclamaciones y hacer acuerdos con él. Una vez esta parte de sus planes fue resuelta ordenó que se le preparara una casa en Cork pero murió de enfermedad durante el viaje, el 27 de noviembre de 1575, en Ross en el Condado de Waterford.[2]

## Legado
Fue enterrado en la Catedral de Waterford, al sur de la cancela. Esta fue reconstruida en el siglo XVIII, y nada queda de su tumba. Eso sí, aún pervive un monumento mural en transepto sur de la Catedral de Exeter.[2]
Su testamento está fechado el 4 de julio de 1574, y fue probado en febrero de 1576. No dejó descendientes y sus herederos fueron sus primos Peter (d. 1580) y George (1555–1629).
Dos retratos de él realizados por Gerlach Flicke sobreviven: uno está en la Colección Real, y se tien en Hampton Palacio de Tribunal; el otro está en la Galería Nacional escocesa.